# ヴィクトリーガンダム
ヴィクトリーガンダム（VICTORY GUNDAM 通称Vガンダム）は、「ガンダムシリーズ」に登場する架空の兵器。有人操縦式の人型機動兵器「モビルスーツ（MS）」の一つ。初出は、1993年放送のテレビアニメ『機動戦士Vガンダム』。
主人公側の勢力であるレジスタンス組織「リガ・ミリティア」が開発したガンダムタイプMS。従来作品では「ワンオフの試作機」としての設定が多いガンダムタイプとしては珍しく、複数の同型機が存在する「量産機」としての設定が特徴。『機動戦士ガンダム』の主役機「RX-78 ガンダム」や、『機動戦士ガンダムΖΖ』の主役機「ΖΖガンダム」に似た分離合体機構を持ち、コクピットを持つ「コア・ファイター」を中心に機体を3機のメカに分離することができる。
『Vガンダム』劇中では、主人公「ウッソ・エヴィン」をはじめとする主要人物たちが搭乗する。上述のとおり複数の同型機が登場するが、ウッソ機の頭部はガンダムらしいV字アンテナタイプ、それ以外は側頭部にアンテナを持つ「ヘキサタイプ」として一応の区別がつけられている。劇中後半でウッソが後継機の「V2ガンダム（ヴィクトリーツーガンダム、またはブイツーガンダム）に乗り換えてからは、「マーベット・フィンガーハット」搭乗のヘキサがV字アンテナに換装される。
当記事では、小説版『機動戦士Vガンダム』でのV2ガンダム的位置づけにある「セカンドV」や、その他のバリエーション機の解説も記述する。

## デザイン
メカニックデザインはカトキハジメが担当した。カトキはデザインに際し、ガンダムのアビオニクスは頭部に存在する事から脱出装置に組み込むことは合理的であると考えた事と、設定上の機体スケールが従来よりも小型化していた事から新しい合体スタイルを考えたと語っている。また旧来からのガンダムファンよりもSDガンダムで参入したファンを意識したデザインを行ったとも語っている。
TVシリーズらしく、デザインはシンプルなものとなっている。変形の際に上半身パーツではなくコア・ファイターに頭部が格納されたり、コクピットが水平に格納されたりと、斬新なアイディアが盛り込まれた。コアブロックを搭載するというアイディアは久しぶりのTVシリーズだったことで携わっているスタッフのファーストガンダムへのオマージュによりVガンダム企画当初からあり、新しいセンスのコア・ファイターを中心とした分割方式が大前提だったといわれる。
Vガンダムはガンダムタイプとしては作品内の位置づけが従来の作品とは大きく異なる。主人公機ですら量産型という設定で、派生型や発展型も登場するなど、デザイン面でもバラエティ豊かだった。
またデザインの演出面への取り込みにも見るべき点が多く、復活したコア・ファイターや合体・変形システムの積極的な作劇への組み込み、ロールプレイングゲームの要素を取り入れた工場を巡ってパーツを取得する展開など、新たな試みがなされていた。

## 設定解説
リガ・ミリティアが、ザンスカール帝国軍の軍事的脅威に対抗すべく推進したMS開発計画「V（ヴィクトリー）プロジェクト」に基づき開発した機体。「ヴィクトリー」という名称には、勝利へのシンボルとなる祈りが込められている。
量産小型MSとしては同年代にもジャベリンやジェムズガンが存在したものの、開発年次から見てそれらは既にロートルと化しており、ベスパが保有するMS群との性能を踏まえた場合、抵抗運動には新規の高性能MSが必要となった事から開発がスタートした。元々は連邦傘下のMS開発企業がモデルチェンジの候補機として検討していた事もあり、ガンイージとともに開発は進行した。とりわけヴィクトリータイプはリガ・ミリティアの反抗の象徴とする狙いもあり、「ガンダム」の伝説を復活させる機体として高性能かつ高汎用性を有するMSとして設計がなされている。ＭＳ形態はベスパのＭＳを凌駕するほど高性能を持っている
リガ・ミリティアはアナハイム・エレクトロニクス（AE）社から協力を受けMS開発を行っている。その組織の性質上ベスパの秘密警察の監視からカムフラージュしなければならず、各地に点在する秘密工場がいつ攻撃を受けるかわからない状況下でリスク分散を図る必要があった。また、資金が限定されていることから汎用性の高い機体を運用する必要があった。この2つの理由から、このような高コスト機の生産に踏み切った。
量産化はヨーロッパの各地に点在するリガ・ミリティアの工場で行われた。各パーツは、ヨーロッパ各地や月面など各地に点在する工場で別々に製造されていた。MSとしての正確な総数は掴めていないが、少なくとも、地球上のみで20機前後相当のパーツが完成していた。加えて、各工場ごとに独自の調整を行っていたため、それぞれに若干の差異が生じていたことが確認されている。
本機はミノフスキー・フライトを採用し、同時代のMSと比較しても高い飛行性能を獲得している。機体の変形・分離・合体が可能で、さまざまな運用に応じた形態が取れ、装備換装によって性能強化が可能である。また、機体各部にはハードポイントが設けられ、武装追加も可能。腰部前方のスカートアーマーは変形機構の都合上独立して可動し、水平に展開することで人員や物資を運搬するための荷台にもなる。以上の通り、実戦レベルまで完成されたミノフスキー・フライトを搭載している点と、「マルチプル・モビルスーツ」としてカテゴライズされるに相応しい優れた拡張性が本機の特徴である。基本性能はU.C.150年代時点で特筆すべきレベルにはないものの、偶然からウッソ・エヴィンという稀代のパイロットを得て、その性能を遺憾なく、あるいは本来のスペックを越えて発揮し、リガ・ミリティアの抵抗運動そのものを大きく勢いづかせることとなる。
なお劇中、後継機であるV2ガンダムが登場した第33話以降は、区別のため「V1（ブイワン）」と呼称されている。ベスパからは、後継機のV2ガンダムも含めて「白いヤツ」「ガンダムもどき」などと呼ばれる。

### 分離・合体
Vガンダムは、RX-78-2のようなコア・ブロックシステムを有する機体として開発された。頭部と熱核反応炉を有するコア・ファイターはBパーツと呼ばれ、トップリム（Aパーツ）、ボトムリム（Cパーツ）とドッキングし、Vガンダムやトップファイター、ボトムファイターの形態をとるほか、機体各所のハードポイントによりさらなる拡張が可能となっている
これらの各パーツは空力特性を無視した形状であるが、ミノフスキー・フライトによって通常の航空機を凌駕する低速飛行能力を有している。ドッキング時は、それだけで飛行は行えないもののリフティングボディに近い形状となり、揚力を発生させている。しかし、単独では大した高度をとれないために揚力を発生させる機動装備との併用が必要となり、停止しているパーツとの換装時や着陸状態から飛行へ移る際など、他の機動を伴わない浮遊の際は最大で数十秒しか稼働する事が出来ない。もっとも、一旦飛び立てばリフティング効果とミノフスキー・フライトの併用により飛行することができ、低速での換装も可能である。これらのシステムによって各パーツの誘導には既存の光学端末を使用する事ができたため、短い開発期間で完成にこぎつけている。トップリム・ボトムリムともに単独での飛行時は内部のバッテリーとコア・ファイターからのマイクロ波送電に頼る構造となっている。トップリム・ボトムリムともに自動操縦またはコア・ファイターからのリモートコントロールで制御される。
このような構造となった理由は、リガ・ミリティアという組織が正規軍でないことに由来する。すなわち、育成に時間のかかるパイロットの人数が十分ではなく、補給体制も万全ではなかったため、パイロットの生存性を極力高め、かつ一部破損した機体であっても戦力としてすぐに再使用できるようにする必要があったからである。そこで機体を3つに分割すると共にコクピットと主要部分をコア・ファイターに集約し、破損した部分は即座に新しいパーツと交換できるようにした。各部をブロックごとに分割することによって修理やメンテナンスを容易にし、早急に体勢を立て直すことができた。操縦自体は小学生でも可能なほど簡便であるが、非常に高密度な技術が導入されているため、ユニットそのものの整備性が高いというものではない。稼働状態を維持するためには、消耗品の他にブロック単位での換装や交換を前提としたストックパーツの確保が必須である。なお、ガンイージ等の同時期に生産された機体も共通のものを採用し一括で生産管理できるようになっている。
地上でのリガ・ミリティアの活動初期には、分割構造を活かしてカミオンおよびコア・ファイターキャリアに部品を搭載して運搬した。
コア・ファイター
Vガンダムの中枢を成す小型戦闘機。コア・ファイターには頭部の各種センサーアレイと機体管制ユニット、胸部のコクピット、主推進機という重要部位が集中している。さらに本機の型式番号（LMナンバー）数二桁目は熱核反応炉搭載基数（ジェネレーター数）を表しており、これはすなわちジェネレーターもコア・ファイターにのみ内蔵されていることを意味する。よってVガンダムはコア・ファイターさえ回収すれば、少ない整備で何度も出撃が可能な機体構成となっている。
コア・ファイターには背部のわずかなスペースにミノフスキー・フライトが搭載されており、通常のスラスターと併用して主推進機関として機能している。折りたたまれたコア・ファイターの機首がMS形態の胴体中央に位置しコクピットとなる。モニターは完全な全天周囲モニター・リニアシートではなく、キャノピーの透明部がMS形態のメインモニターに変化する。操縦系統もガンイージと異なり、ベスパ製MSに近い「コントロール・シリンダー」と呼ばれるグリップと円筒型のスロットルが一体となった機構が採用され、グリップを握ったままあらゆる操作を行うことができる。コクピットは機体サイズの割りに最低限の居住性は確保されており、パイロットシートの後ろに1名分の補助シートを備えている。VTOL機能を備えており、局地戦用の戦闘機としても使用されるものの、本来はパイロットの生存性の向上とデータの回収を目的として考案されたシステムである。
コア・ファイターの開発にあたっては、サナリィのフォーミュラ計画で開発されたF90IIIYクラスターガンダムやF97クロスボーン・ガンダムの設計も参考にされている。Vガンダムは頭部ユニットを構成するセンサー類も集約した構造となっている。
複座型が存在し、MS形態への移行も可能。本来であれば専用の改修が必要だが、ミノフスキー・フライト・システムの恩恵があり飛行プログラムのアップデートのみで対応できるとする資料もある。
トップ・リム
Vガンダムの上半身を構成するパーツ。推進器は肩部の姿勢制御ノズルのみであるため単独での飛行は心許ない。「ハンガー」の愛称で呼ばれる。
機体制御システムの設定によって自動制御も可能。
後継機のV2ガンダムを介した動作も可能で、アニメ第47話ではV2ガンダムの延長アームとして使用、漫画版第10章ではV2ガンダムの両腕に1機ずつ計2機装着して強力なビーム・シールドを発生させた。
トップ・ファイター
トップ・リムとコア・ファイターがドッキングした形態。機動性は低いが、MSの腕を展開することでさまざまな火器を使用できることから、火力と防御力に優れている。飛行形態のままビーム・サーベルを用いた格闘戦や、上半身だけで変形することも可能である。その形状から、コクピット左右の視界が悪いため、有視界戦闘時には影響が出る。カミオン隊が調達した機体は極初期に生産されたもので、製造時の判断で上腕部が変形時にロックしやすいよう、設計図面では丸型だったものを角型にしたものだが、画面上では特に描き分けられてはいない。
メガ・ビーム・ライフルまたは最大2基のビーム・ライフルを搭載可能で、その際は重戦闘機として機能する。
ボトム・リム
Vガンダムの下半身を構成するパーツで、「ブーツ」の愛称で呼ばれる。同機のメインスラスターの1系統を持つため推力は充実しており、MS形態からの切り離しやカタパルトでの射出によって高速飛行が可能。
ボトム・ファイター
ボトム・リムとコア・ファイターがドッキングした形態。スラスター類の集中した脚部を持つため機動性は高いが、兵装は脚部ハードポイントに取り付けたビーム・ライフルなどに限られ、火力・防御力はトップ・ファイターに劣る。武装運用の自由が低いため、トップファイターと比べても直線的な戦闘スタイルとならざるを得ない。トップ・ファイターと同じくこの状態でも変形は可能。
なお、MS形態からコクピットをせり出し、ハンガーとブーツ両方がドッキングしたまま飛行形態に変形することも可能で第13話では地上から雲の高さまで上昇し敵機に奇襲を掛ける際に用いているが、過去の可変機ほどの加速性能の描かれ方はされていない。また同様に人型に変形しつつもコクピットのみをせり出した状態でも一瞬戦闘を行っている。この形態の設定画・名称は存在しない。

### 武装
バルカン砲
歴代のガンダムタイプに倣い、頭部に2門を内蔵。コア・ファイター形態でも使えるほか、頭部を引き出すことで旋回砲塔として使用可能。
口径は25mm、装弾数は一門あたり250発。高性能FCSにより高い命中率を誇る。リボルバーカノン方式を採用しており、砲身が1本しかないため連続発射時間、ならびに砲身交換サイクルは短くなっている。各システムがモジュール化されており、故障パーツを交換するだけでよいため、リガミリティアの整備員からは好評だった
ビーム・ライフル（ビーム・ピストル）
ガンイージでも使用しているリガ・ミリティアの標準装備。発振器であるビーム・ピストルを中心にサイトと加速増幅用バレルおよびエネルギーユニットを組み合わせて形成される。内蔵エネルギーCAPとEパックの併用方式を採用しており、基本的にはMS本体に結合してジェネレータから直接チャージされるため、マニピュレーターで保持するだけでなく、ハードポイントに直接装着してトリガーを引かずとも使用することもできる。なお、ビーム・ピストルはV1、V2のライフルともに共通。この状態でも使用可能だが、この状態での威力は大きく落ちる。
ビーム・サーベル
片方の前腕内部（ビーム・シールド基部）のコンテナに2基、両腕合わせて4基を格納する。ビームを扇状に展開する事で、Iフィールド発生器をビーム・シールドとして使用することも可能。
漫画版第4章では、7本のビーム・サーベルを束にした大型ビーム・サーベル（作中では「ウッソくんの大発明」と述べている）を使用、機体の全長の何倍にも及ぶビーム刃を発振させている。
ビーム・シールド
両肘の防御兵装。ビームを面状に展開し、敵のビーム、実弾兵器から身を守る。シールドのサイズは出力に応じて自在に調節でき、短時間であれば最大で150m-200m程度と艦艇を防御するほどに展開可能。発生器は縦軸にほぼ180度旋回可能で、加えて腕自体を回転させることで防御方向を自在に変化させることができる。
初期設定画では、上述のようにビーム・シールド基部に格納されたビーム・サーベルのビーム発生器が90度折り畳まれてビーム・シールド発生器を兼ねる構造となっており、各腕ごとのビーム・サーベルとビーム・シールドは同時使用不可という仕様となっていた。しかしこの設定は戦闘描写に制限が生じるため、劇中には採用されていない。
一方で、資料によっては内部に格納したビーム・サーベル2本を90度折り曲げてビーム・シールドを展開するタイプが存在。これは24秒の連続使用が可能なうえに破損した際もビーム・サーベルを交換するだけで修繕できる利便性があったものの、ビーム・サーベルの使用とシールドの展開が両立しない事からビーム・サーベルを1本のみ格納し、空いたスペースにビーム・シールド発生機を内蔵し連続使用時間は10秒ほどとなったタイプが開発されたとしている。
4連装ミサイル・ポッド
主に腰部および脚部ハードポイントに装着される。モトラッド艦隊追撃戦以降にてマーベット機が使用。また、エンジェル・ハイロゥ攻防戦での対ゲンガオゾ戦にて、マーベット機のブーツ経由でウッソのV2ガンダムも使用する。
ビーム・カノン（ビームガン）
2基1セットで運用されるオプションビーム兵装。Vガンダムヘキサの登場に合わせてデザインされた。ハードポイントに接続し、直接エネルギーを供給する。使用時には本体を90度回転させ、砲身をスライドして展開する。ビーム・ライフルを上回る出力を確保しつつコンパクトにまとめている。スライドした際に基部側にグリップが露出しMSのマニピュレータで制御することが可能。ガンダムF91に装備されたヴェスバーと同等の装備。主に腰部ハードポイントに装着される。エンジェル・ハイロゥ攻防戦でユカ・マイラス機のVガンダムヘキサが使用するほか、後期EDでV2ガンダムが携行しているのが確認できる。ガンダムF91の「ヴェスバー」に似た形状をしている。
ディスポーザブル・バズ
使い捨ての単発式バズーカ。使用時に各部の照準センサーやグリップが展開する。EDのVガンダムが脚部ハードポイントに装着しているのみで、劇中では未使用。4話で森に仕掛けられた罠の中に、それらしき武器が登場する。
ガトリング砲 / ビームガトリングガン
Vガンダム用に開発された兵装の一つで、高い連射性を持つ。劇中ではカサレリアでの防衛戦でシャッコーが使用している。
ハードポイント
肘・膝・腰などに配置されている円形の部分で、ビーム・ライフルなどを懸架・装備できる。基部から回転可能になっている。

### 生産バリエーション
ヴィクトリータイプの製造はヨーロッパ各地に存在する、旧世紀時代の自動車や飛行機の工場を利用したリガ・ミリティアの工場にて行われた。設計図面は各地ともに共通のものを用いているものの、工場ごとに独自の調整を行ったため、機体には若干の差異が存在する。なお、各地でパーツ製造された機体であるために正確な号数はつけられていないものの、ウッソ・エヴィンが搭乗した機体が便宜上1号機と呼ばれる。ABCのパーツを各工場で生産したために正確な生産数は把握されておらず、恐らく地球上では20機分は完成していたとされる。
1号機
元々のテストパイロットはマーベット・フィンガーハットで、作中では主にウッソ・エヴィンが搭乗した。トップリム上腕の形状が角形となっている特徴を持つ。これは変形上のロックを確かなものとするための措置だと言われており、設計上は後に生産された丸型が正解となる。
一般機
これもウッソ機に対する便宜上の呼称となる。上腕の形状は図面通りに丸型となった機体。

### 備考
AE社はV1、V2ガンダムの生産に協力しているが、開発の主体にはなかったとされる。
「クラスターガンダムはどことなくガンイージと似ているシルエットをしています。L・MのMSはサナリィの流れをくむものかもしれませんね」と大河原邦男はF90Y改の試製トップファイターの模型情報1993年8月号掲載画でコメントしている。
「サナリィはサナリィで、F91のような特殊な機体ではなくもっと汎用性のあるMSとして、ヴィクトリーやガンイージーといったMSを作っています。」と機動戦士Vガンダムの文芸設定を担当したサンライズ企画室室長の井上幸一が『グレートメカニック.DX 7(2008 winter)』内でのインタビューで述べている。
後述する朽ちていくガンダムが投棄されているラストシーンの背景には、総監督の富野が東欧取材の際に見つけた、実在の山々が用いられている。

### 劇中での活躍
物語前期の主役機として29話までの全編にわたり登場する。当初の番組構成では第4話で初登場を予定していたがスポンサーの意向により1話での登場に変更されたため、本編1話の開始時点でウッソは奪ったシャッコーでクロノクル・アシャーのゾロと戦闘中であり、逃走後にVガンダムに乗り換え勝利する、主役機と主人公の出会いや本来コア・ファイターのパイロットはマーベットだったことが2話-4話の回想で明かされるという変則的な演出となっている。
1話の初合体の際にはクロノクルのゾロに妨害されボトムリムを破壊されるが即座に予備パーツが射出されるなど、従来のガンダム系主役機と異なり消耗パーツを随時換装可能な機体である、9話では捕獲された機体をクロノクルが使用しウッソは取り戻すためゾロで交戦するという1話の逆パターンの展開、ベチエンで合流した輸送機には予備機が搭載されており3機のVガンダムで迎撃するなど、序盤ではそれまでのガンダム作品で見られない新しい描写が行われた。
11話まではゲリラ組織であるリガ・ミリティアの性格が強調され、戦闘時以外は分割してカミオントレーラーに積載して運用された。
ウッソの搭乗機は15話でアーティー・ジブラルタルから引っ越し公社のシャトルで宇宙に上がり、慣れない宇宙戦を経たのちにカイラスギリー攻略戦でオーバーハングパックを装着し強化される（OPでは既に登場している）。カイラスギリー戦後、ゴッドワルド・ハインの駆るアビゴルとの死闘やザンスカール本国での戦闘を経て、マケドニアコロニーからの脱出時、自らがV2ガンダムに乗り換えた際に敵機を撃墜するのに使用され、喪失する。後半ではオリファーの死後、マーベット・フィンガーハットを元気づけるためにオデロらが彼女の使用していたヘキサの頭部をVタイプへと換装する。この機体はユカ・マイラスもホワイトアークにいた時期に時折搭乗していた。マーベット機は地球浄化作戦からエンジェル・ハイロゥ攻防戦まで第一線で戦闘に参加し続け、終戦までその仕様のままで（機体自体は46話でコクピットを残して一度失われている）、最終話ではウッソが戻った故郷カサレリアにV2ガンダムと共に投棄される。

### 技（漫画版のみ）
ヴィクトリー斬り（ヴィクトリーぎり）
第2章のトムリアット部隊との戦闘で使用。ビーム・サーベルで敵機をV字に斬りつける。
V（ヴィクトリー）ガンダムビームシールドアタック
第3章のデプレ戦で使用。両腕のビーム・シールドを展開し、丸めた姿勢で高速回転、その態勢で敵機に体当たりする。見た目はビームの球体となる。
攻防一体の技ではあるが、パイロットも目が回る問題があり、ウッソは使用後に「この技はダメだ」とこぼしている。
V字斬（ブイじざん）
第5章のゴッドワルド戦で使用。ヴィクトリー斬りと同じくビーム・サーベルで敵機をV字に斬りつけるが、一振りで2度の斬撃を行う。
V昇鷹拳（ヴィクトリーホークバスター）
第6章のギンザエフ戦で使用。鷹のオーラを纏ったアッパーを放つ。
ヴィクトリーソルトキック
第6章のギンザエフ戦で使用。重いかかと落としを放つ。
スピニングヴィクトリーキック
第6章のギンザエフ戦で使用。逆立ち状態から、両足を開脚した状態で連続回転蹴りを行う。
電龍衝撃波（フルバーニアンソニック）
第6章のギンザエフ戦で使用。パイロットに直接ダメージを与える衝撃波を放つ。ギンザエフの技である内破砕衝撃波（バーニングソニック）を自己流に強化した技。

### Vガンダムヘキサ
Vガンダムの量産後期に製造された機体で、頭部を換装した指揮官用の通信・索敵能力強化型。「ヘキサ」は型式番号の「06」に由来する。V字型アンテナを廃止し、側頭部排気ダクト脇に高性能アンテナを設置。額部には高性能複合センサーが備えられている。基本的には頭部のみの違いであり、そのほかはトップリム・ボトムリムともにVガンダムと同一の機体。月面生産型に限り、ノーマル機と区別するために足の甲の部分が青く塗装されている。当初は指揮官用の機体として運用計画が立てられていたが、Vガンダムの後期生産型はこのヘキサタイプに切り替えられたことから部隊単位での機種転換が行われた。
頭部バリエーション
初期タイプ
頭部バルカン砲が本来の仕様ではなく従来品の改造となっている。側面のアンテナフェアリングはヘキサタイプに多く見られるものを採用する。
ポールアンテナタイプ
ヘキサタイプ特有のアンテナフェアリングは省略され、頭部左側面にはポールアンテナを備える。バルカンがケースレス弾頭になったため排出口も存在しない。
後期タイプ
バルカンを省略し、センサー系を増設したタイプ。
V字アンテナタイプ
ごく一部の機体に採用されたV字アンテナ装着型。

#### 劇中での活躍
アニメ16話より登場。カイラスギリー戦を前に1機が投入され、オリファー・イノエ機として運用される。24話では追加投入されたVガンダムヘキサが登場、マーベットが乗り換えたのをはじめ、モトラッド艦隊追撃で地球へ降下する時にシュラク隊メンバーのコニー、ユカも乗り換えて地球浄化作戦の阻止に参加している。41話以降でリガ・ミリティアの地下工場で生産された機体が補充パイロットのフラニー、ミリエラとともに登場、フラニー機はメガ・ビーム・シールドを装備して出撃するものの、出力が安定せずオーバーロードを起こしている。その後はウッソのV2ガンダムのサポート役として活躍しベスパとの艦隊戦を経て全機が最終決戦まで生き残る。しかし、エンジェル・ハイロゥを巡る戦いでは激戦の末マーベット機を除いた全機がカテジナ・ルースの駆るゴトラタンに撃墜される。EDテーマ画面中では、1機のV字アンテナタイプに随伴する3機のヘキサタイプの姿が確認できる。

### Vダッシュガンダム
Vガンダムの背部メインスラスターにオーバーハングパックを装着した形態。性能が向上しつつあったベスパの新型機に対抗するため、Vガンダムへの長距離攻撃機能の付加と機動性向上、クルーズ機能の強化を行うために開発された。Vガンダムの宇宙用形態であり、純粋に宇宙戦用として開発された機体と互角以上の戦闘が可能となっている。宇宙世紀0153年4月頃より実働部隊への配備が始まり、当初はエースパイロットだったウッソ機から優先配備された。
武装
SD-VB03A オーバーハングパック
ブースターと大型ビーム砲「オーバーハングキャノン」2門を複合した追加ユニット。オーバーハングパックはそれ自体に5箇所のハードポイントを備え、個別に武装が懸架可能。キャノンユニットにはスラスター部にビーム・ガン、尾部にガトリング砲を搭載している。ガトリング砲の発射口はオーバーハングキャノンと逆側に向いており、基本的にMS形態での使用は想定されていない。オーバーハングパックからキャノンを1門ずつ分離する、またはオーバーハングパック自体を携行することで、携行火器として使用することも可能である。オーバーハングキャノンは上下方向にある程度の可動域を有し、通常は背部に装着したまま運用される。接近戦を想定した武装ではなく、基本的に機体の姿勢で射撃方向を定めた。キャノン発射時は余剰エネルギーがキャノン後部から排出される仕組みとなっている。
資料によっては本装備をヴェスバーと同等の速度調節が可能なビーム砲であると説明したものも存在する。
ビーム・スマートガン（メガ・ビーム・ライフル）
開放型バレルのメガ粒子砲を採用した高出力ビーム・ライフル。本来は別の機体用に製造されたものであり、太陽発電衛星ハイランドの格納庫に遺棄されていたものを偶然に回収した。設計自体は30年前のコスモ・バビロニア建国戦争時代のものとされるが、従来のビーム・ライフルと比べても命中精度、威力、連射性が優れており、宇宙世紀0150年代においても実用的な性能を持つ。不使用時はバレルとセンサーを折りたたんでハードポイントに懸架される。折りたたんだ状態でも運用可能だが、威力は解放式バレル展開時に比べ劣る。ビーム・シールドを持つザンスカール帝国のMSを火力で圧倒できたためのちに量産化される。劇中では「物干し竿」と呼称される。
八つ手ビーム・サーベル
柄が3段階に伸縮する大型のビーム・サーベル。スマートガンと合わせて太陽発電衛星ハイランドの格納庫に遺棄されていた。連邦軍共通の規格で製造されており、本来は使用する機体を選ばない。
製作エピソード
強化案として企画された当初はトップ・リムやボトム・リムを新規のものに換装するという案もあったが、それだと新型と区別がつかなくなってしまうということもあり、最終的には強化策とわかるバックパックへのユニット方式になったといわれる。
コア・ブースター
SD-VB03A オーバーハングパックとコア・ファイターがドッキングした形態。オーバーハングパックの推力と武装が加わることで機動性、火力が向上している。オーバーハング・パックが高い空力性能を有する主翼を持つため、コア・ファイター特有の機動性能は見られなくなる一方で揚力の向上等により速度と航続距離も延伸される。
前進翼を採用したタイプのものも設計段階で存在しているが、ザンスカール戦争が早期に終結したため、実戦投入の機会はなかったとされている。

### リア・シュラク隊仕様
漫画『機動戦士クロスボーン・ガンダム ゴースト』に登場。リア・シュラク隊に配備された濃紺カラーの機体。形状や性能は通常の機体と同一。作中ではヴィクトリーではなく、「ビクトリータイプ」と呼ばれている。

### ビクトリーイージー
漫画『機動戦士クロスボーン・ガンダム DUST』に登場。Vガンダムのコア・ファイターにガンイージの手足を接合したMS。互換性の高いパーツで組み合わせてあるため、性能低下はほとんど起きていない。コア・ファイターの機能も残されているが、一度ドッキング・アウトを行うと、再合体には整備施設での作業が必要となる。
元はリア・シュラク隊に所属していたトレス・マレスが、ザンスカール戦争後に地方紛争平定で使用していた機体である。カラーリングは当初リア・シュラク隊仕様に準じた暗黒色だったが、トレスの婚姻を機に青色主体のカラーへと変更された。

## V2ガンダム

### デザイン (V2)
メカニックデザインはヴィクトリーガンダムに引き続き、カトキハジメが担当した。カトキはインタビューに際し、胸部のミノフスキー・ドライブ・ユニットをVの字に見立て、背中から光の生えたようなデザインを提案したという。カトキは、同じ富野由悠季監督による宇宙世紀を舞台にした小説『ガイア・ギア』に登場する人型機動兵器マン・マシーンへのオマージュを込めてデザインしたと語っている。理由としてカトキは、劇中にメカデザイナーとしてチャレンジしたくなるような技術背景があった事を挙げている。カラーリング面では、『Vガンダム』放映前の主役機デザインコンペにおいて、大河原邦男が提出した『大河原版 Vガンダム』（のちのガンイージ）から引き継がれている部分もある。
V2ガンダムをデザインする際のバンダイ側との打ち合わせでは、Vガンダムをプラモ化した際の問題点を解消する方針が採られ、直立させるためのクリアランスの確保から肥大化していた足首パーツを修正する等、詳細なディスカッションが行われたが、バンダイ側の担当者が非常に協力的で、カトキが省略を懸念していたパーツ類を殆ど採用した組み立てを行い、玩具化を実現したという。
V2ガンダムという名前は準備段階の仮称であったが、そのまま本採用となった。
なお、アサルトパーツとバスターパーツは、V2ガンダムの企画当初から存在していたものではなく、ガンダム本体のデザイン校了後に番組のてこ入れがあり、急遽プラモデルのために書き起こされたものである。
小説版『機動戦士Vガンダム』にはV2ガンダムは登場しない（後述）。

### 設定解説 (V2)
リガ・ミリティアの新たなフラッグシップMSとして開発されたVガンダムの後継機であり、宇宙世紀0153年に至るまでの技術を結集した最高性能のMS。2機のコア・ファイターがワンオフ仕様で完成している。「史上最速のモビルスーツ」、「宇宙世紀が生んだ究極のモビルスーツ」、あるいは「宇宙世紀史上最強の機動兵器」と評されており、宇宙世紀時代における最強の「ガンダム」と言っても過言ではない。
ザンスカール戦争において、圧倒的な戦力数の差を覆せるだけの性能で戦局をリガ・ミリティアへ傾けるという、文字通りの戦略級機動兵器として戦場を翔けている。優れたパイロットが引き出したその絶大な戦闘力によって、1機のMSながらも戦争終結の原動力のひとつとなった。
これほど高度なMSを開発するための技術を、リガ・ミリティアが単独で入手・使用できるはずもなく、背後には戦況がリガ・ミリティアに有利と見て、より積極的に支援に出たAE社とサナリィの存在がある。また、リガ・ミリティア創設期のメンバーでもあるミューラ・ミゲルが開発に関わっているともされる。
Vガンダムと同様にコア・ファイターとハンガー、ブーツで構成される分離合体機構を持ち、各パーツや武装も一定の互換性が保たれている。一方で、コア・ファイターのメインスラスターに革新的な推進機関「ミノフスキー・ドライブ」を採用しており、従来の推進剤によるスラスターをメインに使用する機体をはるかに凌ぐ加速性・機動性を発揮する。当初はVガンダムのメインスラスターを熱核反応炉ごと換装する「セカンドV」プランが進行していたが、機体がミノフスキー・ドライブの出力に耐えうる設計ではなかったため、改めて本機が新規設計された。実機の製造は月面で行なわれ、サナリィの施設提供とAE社の出資を受けたとされる。
さらに、ミノフスキー・ドライブを主機とするため出力に余裕が生まれ、補器ジェネレーターの余剰出力を活かしたアサルトパーツ、バスターパーツといったオプションパーツも並行開発された。これらのオプションパーツは高機能でありながら、戦場で友軍機に直接取り付けることさえ可能となっている。通常、MSに増加パーツを装着するには専用設備が必要となるものだが、V2ガンダムは拡張性においても既存の兵器を大きく上回っていたため、換装作業は短縮され機体運用性の拡大に繋がった。
作中での機体呼称について、宇宙世紀0153年5月14日に受領してからの運用当初（第29話 - 第31話）は「V2（ブイツー）」の呼称が定着しておらず、「ヴィクトリーガンダムのタイプII」「ヴィクトリー（の）Mk-II」の呼称も用いられた。

#### ミノフスキー・ドライブ
V2ガンダムに採用された新型の推進システム。
。
V2ガンダムでは大気圏内外でのメイン・スラスターのみならず、姿勢制御用のアポジモーターや慣性緩和装置としても機能し、パイロットには戦闘時にかかる最大20Gの負荷も許容できる。
一説には、元々は宇宙世紀0130年代にF99レコードブレイカーにおいてテストされていた技術であったが、試験機の大破によって開発が頓挫していたところ、当時同機に携わっていたミューラ・ミゲルの意向で採用したともされる。

##### 光の翼
V2ガンダムの最大の特徴として、ミノフスキー・ドライブの出力上昇とともに背部に出現する「光の翼」がある。これはミノフスキー・ドライブ・ユニットに封じ込めきれなかったミノフスキー粒子が放出されたものであり、荷電粒子ビームとして振る舞う性質を持つ。この状態は、そのまま巨大なビーム・サーベルとしても機能し、最大1キロのビーム帯を発生させる事すら可能としている。また、ミノフスキー・ドライブは展開時に磁場帯をも発生させているため、接近すれば電子機器に対する影響が発生。逆に光の翼そのものがIフィールドによる干渉を受けるリスクも存在する。
尚、この光の翼は両腕のビーム・シールド発生装置でコントロールする事も可能で、翼を取り込み機体全体を覆う強固な防御壁としても利用できる。ただし、光の翼はある程度は意図的に生じさせることも可能だが、現象としては制御不能であり、そのため光の翼は青色やピンク色をはじめ様々な色や形状が報告されている。

#### 武装 (V2)
マルチプル・ランチャー装備型ビーム・ライフル
Vガンダム用武装を本機専用に再設計した強化発展型のビーム・ライフル。コア・ユニットであるビーム・ピストルとセンサー・ユニットやフォアグリップ、強化バレル、後部のストックにセットされるエネルギーパックなどで構成され、バレル下部には対MS用グレネード弾や炸裂弾、徹甲弾、信号弾などの各種実体弾を発射可能なマルチプル・ランチャーをオプションとして装備している。精密射撃の際は可動式のフォアグリップを握り安定性を高める。
コアとなるビーム・ピストルはV1（およびガンイージ）用のライフルと共通で、基本的には対MS用だが、ウッソの技量によってアインラッドを破壊する場面や、3射でカリスト級巡洋艦を撃沈するといったスペックを超えた威力を見せる。
カトキハジメによるディテール画では、精密狙撃の際に左右側面から追加センサー・ユニットがスライド・アップするギミックを有するが、劇中には登場せず、立体物においても放映から20年が経過しての発売となったマスターグレードでようやく再現された。
ロング・レンジ・アダプター / スナイピングユニット / 眼帯型スコープ
長距離精密射撃を行う際にバイザー部分から降りて、左のカメラアイに被さる形で装備される照準用デバイス。使用の際は機体の火器管制コンピュータと連動する。
ビーム・サーベル
Vガンダムで使用していたものと同型の近接戦闘兵装だが、ジェネレーター出力に余裕が生じた分、威力が向上している。
サーベルの柄は前腕部ビーム・シールド・デバイス内に収容されており、使用時には手首ユニットに向けてイジェクトされる。シールド・デバイスと手首ユニットが（ある程度）直線状に並ぶ必要があるため、サーベルのイジェクト方向はシールド・デバイスの展開状態によって変化する。
ビーム・シールド
デバイスは両前腕部に一基ずつ装備されており、V1の構造に改良を加えることで可動域が拡大していた。
ビーム・シールドは宇宙世紀0153年においては既に標準的な装備だが、本機の出力によって海を割るほどの効果を示している。
オデロ・ヘンリークのガンブラスターがビーム・ライフルをV2のシールドに接射した際には、Iフィールドの干渉によりビーム（メガ粒子）が巡洋艦の装甲を破る威力を保ちつつ変則的に拡散した事例もある。
ビーム・バズーカ
ガンイージが主に使用している、リガ・ミリティアMSの基本武装。ビーム・ライフルを右マニピュレーターに、ビーム・バズーカを左マニピュレーターに持たせて2丁拳銃のように扱ったが、ウッソが後天的に完全な両利きとなるよう幼い頃から訓練を受けていたことで、同時射撃であっても的確に敵機を葬り去っている。
ビーム・ライフル（ジャベリン用）
最終話（第51話）で使用。第50話終盤にV2用ライフルをリグ・コンティオに破壊されてしまったため、戦場に残っていたジャベリンのライフルを拾い上げて使用した。
射撃戦のみならず、カテジナが背後から撃ち込んで来たビームに対して、振り向き様にこのライフルのビームで相殺するという、能動的防御にも用いている。
ハードポイント
Vガンダムと同様にハードポイントを機体各所に配置。
メガ・ビーム・ライフル
ジャンヌ・ダルクを旗艦とする地球連邦軍第一艦隊と合流時に受領したオプション武装の一つ。Vダッシュガンダムのビームスマートガンの発展型であり、その2倍以上の威力を有する。加えて比較的軽量で取り回しにも優れ、連射も可能となっていることから、MSが携行する射撃兵器としては宇宙世紀最強と言える武装である。アサルトパーツの携行装備として採用されたが、特にアサルトパーツ“専用”武器というわけではない。
バレル部とコントロール部で構成されており、バレル部は平行板状の対になった2対の開放型メガ粒子発生基盤（伸長部が左右、中程が上下に対）になっている。伸長時はMSの全長を超えるほどの長砲身だが、バレルをスライドさせることで約半分の長さにまで短縮できる。コントロール部は右前腕で支持、V2のビーム・シールド発生装置を90度ターン・アップした状態で接続してエネルギー供給を行う構造を採っている。
劇中では、太陽電池衛星ハイランドにおける艦隊戦で“射撃テスト”として導入。V2ガンダムはジャンヌ・ダルク直衛の最後方に配置されていたが、それでもなお開戦直後に数機をまとめて薙ぎ払うという華々しい戦果で初陣を飾る。そしてまた、この超長距離狙撃成功を目にしたムバラク・スターン提督以下、連邦の将兵たちは「当てた……！」とウッソの技量と才覚に驚嘆している。
長大な砲身に相応しく、その一撃で多数の敵MSを撃滅する場面も見られる。
メガ・ビーム・シールド
ジャンヌ・ダルクを旗艦とする地球連邦軍第一艦隊と合流時に受領したオプション兵装の一つ。F90K ガンダムF90 キープ・タイプ・オプションの試作型メガ・ビーム・シールド、セカンドのミノフスキー・シールドを経て完成したとみられる。表面に設置された3基のバリア・ビットを展開することで艦載サイズの巨大ビーム・シールドを発生させる。V2ガンダムの高いジェネレータ出力を利用した装備であり、編隊規模で友軍機を守る事も可能となる。資料によってはIフィールド発生機能があると記述されている。
バリア・ビットの遠隔操作にサイコミュが使用されているかは定かではないが、劇中では狭所の攻防においてバリア・ビットを先手で射出、3連続の打突攻撃によって怯ませた上で、ビーム・サーベルへと繋ぐ事で爆発させずに無力化する、シールド本体とバリア・ビット2基を一文字に展開し、シールドの左右に長大なビーム・サーベルを瞬間的に形成することで、敵部隊を“掻い潜る”挙動のみによってゾロアットを3機撃墜する等の高度な自己連携攻撃を披露している。
シールド前面のV字エンブレムからは、短射程ながらも強力なV字形状のビーム（ビーム・フラッグ）を放射することもでき、ウッソの機転によって対多数戦闘での撹乱や、近距離広範囲殲滅攻撃に用いられている。
上記の通り要求出力が高いものの、それさえ満たせばメガ・ビーム・シールド単体でも稼働させることも可能で、ウッソはメガ粒子の発振（発光）状態で宇宙空間へ“置く”ことにより、敵機の判断を乱す囮としても用いて見せている。
初期調整に手間取ったため、当初はシュラク隊のVガンダムヘキサが装備して出撃するが、機体の許容出力を超えていたせいで使いこなせず、その後はV2の専用装備となる。
このシールドはV2アサルトの装備として扱われることもあるが、劇中ではV2ガンダムのままでも使用している。
コミックボンボンの漫画版では、ミノフスキーシールドの名称で第10章から装備。ザンネックキャノンにも耐えるが、至近距離からの砲撃には耐えきれず一度破壊される。その後、アサルト装甲と共に再度装備。最終章では、本装備に電磁波を流したプラズマバリアーを展開、そこにメガ・ビーム・ライフルを打ち込むことでメガ粒子の閉鎖空間を作り出した。同空間内に入れられた対象物は、ボロボロに分解される（ウッソは「電子レンジに入れられたダイナマイト」と表現している）。この方法で、ドッゴーラ改に大きなダメージを与えた。

#### 分離・合体 (V2)
機体の構成は基本的に前世代機であるVガンダムから引き継がれているが、アーキテクチャの刷新によりスペックは格段に向上した。

#### 技 (V2、漫画版のみ)
真・V字斬（しん・ブイじざん）
第7章などで使用。ビーム・サーベルで敵機に斬りつける。V1での「V字斬」の強化版であるが、V字斬とは異なり、一直線に斬りつけている。
ダブルクロスカッター
第9章のレンダ戦で使用。オデロのガンブラスターとの合体技。2機同時にビーム・サーベルで斬撃、敵機を十字に斬りつける。
ロケットキック
第10章のファラ戦で使用。ブーツを敵機目掛けてパージ、その勢いで敵機を蹴る。漫画版において、V2ガンダムの分離・合体機構が唯一使用された場面でもある。
ダブルビームバリアー
第10章のファラ戦で使用。V1のハンガー2機を両腕に装着、V1のビーム・シールド4基を機体前方に集中させた状態で展開する。ザンネックキャノンを寄せ付けないほどの防御力を得る。
バリアー流星（シューティングスター）アタック
第10章のファラ戦で使用。ダブルビームバリアーを展開した状態で敵機に体当たり攻撃を行う。技名は発していないが、エンジェル・ハイロゥの防衛ライン突破の際にも使用している。
V字斬乱れ斬り（ブイじざんみだれぎり）
第10章のゾロアット部隊戦で使用。多数の敵機を高速斬撃で一網打尽にする。なお、この技もV字状には斬りつけていない。
V2コア・ファイター
Vガンダムと同様に推進システム（ミノフスキー・ドライブ・ユニット）やバイタルを含めた主要部の全てが集約されており、こちらも型式番号（LMナンバー）が示す通り熱核反応炉（ジェネレーター）をコア・ファイターにのみ内蔵。V1が有していた画期的なダメージ・コントロール機構は健在である。
形状面では航空機としては異質なことに、垂直尾翼以外の空力翼は一切付いていない。これはミノフスキー・ドライブの揚力を利用したためである。また、Vガンダムと違い頭部がカバーに完全に覆われる構造となっているため、頭部バルカンを旋回砲塔として使用するにはカバーを開いて頭部を露出させる必要がある。
V2コア・ファイターは構造が非常に複雑なため完成したのは2機のみで、オリファー・イノエとウッソ・エヴィンに与えられた。
コクピットの仕様はVガンダムと同一だが、ウッソ機はパイロットシート後方にハロ専用の台座が用意され、連動した機体制御なども行っていた。
バスターパーツのメガ・ビーム・ライフルやビーム・スプレーポッドも装着可能で、その際は重武装の戦闘機として高い性能を発揮する(この状態をV2バスターコア・ファイターと呼称し、ミノフスキー・ドライブの自由度が向上するとした資料も見られる。)。
トップ・リム(V2トップリム)
機体構成や各パーツ類にVガンダム共通のものを使用しているため、形状やコンセプトは基本的にVガンダムのものが引き継がれている。ただし設計は見直され、肩ジョイント部の形状が大きく変更され、変形時には腕部が前方に向かず、後方にそのまま格納される方式に変更された。可変時のギミックが減っているため、パーツの信頼性も向上している。トップファイター時はVガンダムでは腕部を前方に展開していたためそのまま格闘戦を行うことが可能だったが、V2ガンダムでは一度腕部を変形させる必要があるため挙動が増加し、瞬発性に影響を与えている。ただし肩ユニットなどに多数のアポジモーターを備えているため、機動性は高くなっている。
V2トップ・ファイター
V2コア・ファイターとトップ・リムが合体した重戦闘機。
ボトム・リム(V2ボトムリム)
機体構成が洗練された結果、Vガンダムで搭載されていたふくらはぎの補助推進ノズルは廃止された。外見はより洗練され、機構的には単純化されている。これはコア・ファイターの推力が格段に向上しているためである。スラスターを備えているため巡行性が高く、ハードポイントへ多数の装備が懸架可能で拡張性もある。
V2ボトム・ファイター
V2コア・ファイターとボトム・リムが合体した重攻撃機。

### V2バスターガンダム

#### デザイン（V2B）
当初は「V2ダッシュ」の名でデザインされていた。
模型化しやすさを優先して、ミノフスキー・ドライブ（ウイング・バインダー）を一旦分離してからバスターパーツを装着、再度ウイング・バインダーを接続する方式でデザインされおり、デザイン画には、バインダーが延長されても胸からの「Vの字」が崩れないよう注意する旨が記載されている。
このため、カトキハジメはバスターへの換装は戦艦のドック内での作業を前提と考えていたが、アニメスタッフの解釈ミスで破損したバスターパーツを戦場でパージする、さらには戦場でMSが直接V2ガンダムに装備（野戦換装）させる、バスターパーツの構造的に不可能なシーンが登場してしまった。
しかしながら、“ウイング・バインダーを外す事が前提のパーツの立体構造を、根本から修正する”のは非常に難度が高く、『Vガンダム』放映当時（1994年）以降、長年に渡ってカトキ画通りの（アニメの動きが再現できない）ガンプラ、フィギュアが販売され続けてきた。これを打開し、バスターパーツで挟み込む構造にアレンジすることができたのは、放映から約25年が経過したマスターグレード版V2アサルトバスターガンダム（2018年発売）であった。

#### 設定解説（V2B）
オーバーハング・パックと呼ばれる2種類のビーム兵器と、6基のマイクロミサイル・ポッドを装着した中・長距離砲撃形態。ミノフスキー・ドライブの推力に余裕があるため、補助推進装置は追加されていない。増設したパーツによってミノフスキー・ドライブ・ユニットの自由度を向上させ、重量増加を相殺するほど機動力を確保する。主に拠点攻撃のための強襲用装備として位置付けられるが、総合的には機動性も向上する。
46話から登場し、ファラ・グリフォンの乗るゲンガオゾと戦う。47話で装備を破壊されたが49話で再度装備して出撃し、V2アサルトバスターに換装されている。
コミックボンボンの漫画版では未登場。

#### 武装 (V2B)
メガ・ビーム・キャノン
右背に設置された長砲身ビームキャノン。ウッソは「ロンクレンジキャノン」と呼び、主に長射程から戦艦を狙い撃ちするために使用している。
メガ・ビーム・ライフルをさらに高出力化した武装で、連射能力こそ低いもののカイラスギリー級の要塞を一撃で沈黙させる事が可能。15mクラスのV2ガンダムに問題なく装備できるほど小型化されているにも関わらず、射程距離や威力はグリプス戦役時代に使用されたメガ・バズーカ・ランチャーやハイパー・メガ・ランチャーに匹敵する。反面、手持ち運用は想定しておらず射角は限定される。
出力可変式とされ、最大出力ではカリスト級巡洋艦の艦載ビーム・シールドを正面から貫通する。これにミノフスキー粒子散布下の戦闘において長距離から正確に敵艦のブリッジを狙い撃つウッソの技量が合わさることで、対艦隊戦において多大な戦果を上げている。
しかしながらゴトラタンとの戦闘では、メガ・ビーム・キャノンに出力負けを喫しており、塊状に短く射出したビームがビーム・シールドによって防がれる場面も見られる。
前方に突き出した長い砲身は、接近戦においては妨げにしかならず、ゲンガオゾ戦・ゴトラタン戦とも、接近戦を挑まれた際に砲身を破壊されている。
スプレー・ビーム・ポッド
左背に設置された拡散ビーム砲。メガ・ビーム・キャノンと対照的に、近距離から中距離に存在する複数目標の殲滅を目的とする。後方の専用ジェネレータにより、並の拡散ビーム砲以上の威力を持つ。機体左目の眼帯型スコープと連動することで、拡散ビーム砲でありながらある程度目標を捉えた射撃が可能となる。メガ・ビーム・キャノンのカウンターウェイト兼エネルギーチャージ用のキャパシターとしての役目も持つ。主に攪乱用に連射されるが、直撃すればMSの完全破壊も可能。劇中では中距離照射を直撃させることで、ビーム防御に優れたアインラッドさえも粉砕している。
マイクロミサイル・ポッド
下半身各部に計6基を装備。長距離用装備であるメガ・ビーム・キャノンの近距離防御に対応したもの。V2本体から切り離して機雷としても使用された。小型ミサイルが多数格納されており、敵編隊をかく乱し活路を開く兵装。
ターゲットスコープ
メガ・ビーム・キャノンとスプレー・ミサイル・ポッドに装備する。マイクロミサイルの照準にも使用され、V2ガンダム本体のコンピューターと連動しV2よりも索敵能力が向上。複数敵の同時攻撃も可能となった。

### V2アサルトガンダム

#### デザイン（V2A）
デザイン開始当初、アサルトパーツは「フルアーマーV2」や「V2ガンダムクロス（聖衣）」など、さまざまな名前で呼ばれていた。金色のパーツはカトキハジメが、パイロット及び周囲の人間のサイコミュエネルギーを増幅する“聖衣（クロス）”というアイデアを練っていた名残である。この頃の画稿では、コクピット周りにもパイロットを保護するための“聖衣”を装着していたが、結局はプラモデルの金型制限、そしてコア・ファイターへの変形を阻害して玩具としての価値を落としてしまうという理由により没となっている。これ以外にも、腕部に装備するミサイル・ポッドがデザインされていた段階もあったが、こちらもやはり玩具のコスト面をクリアできず、採用されなかった。

#### 設定解説（V2A）
カサレリア以来ウッソの戦いを見守ってきた老技術者達がリーンホースJr.においてあつらえた、突撃・白兵戦用追加装備「アサルトパーツ」を装着した形態。Iフィールド・ジェネレーターと耐ビーム・コーティングによって特に対ビーム防御性能を高め、敵陣突破能力の向上を図っている。
ビームに対しては無類の防御力を誇るうえ、実体弾からもV2本体を守る仕様により、敵防衛線を単機で突破してエンジェル・ハイロゥ内部への侵入に成功することで、運用コンセプトを証明して見せた。さらにエンジェル・ハイロゥ攻防戦の終盤においては、リグ・コンティオの放ったメガ・ランチャーの直撃によって全てのパーツが失われるも、機体への大きな損傷を防ぐという本来のコンセプトを果たしている。以上の通り中・長距離の攻撃に対し有効な一方で、ハードポイントでのパーツ接続もあるため、格闘戦における破損の実例が報告されたといわれる。
コミックボンボンの漫画版では、終盤の2話で登場。こちらでは、ハンゲルグからアサルト装甲を託される形で現地換装している。登場シーンでは、企画段階の名称にも通じる「CROSS」の書き文字が添えられている。

#### 武装 (V2A)
ヴェスバー
V.S.B.R.。両腰のハードポイントに各1基ずつ装備している。
射撃時は砲身が左右に展開して開放型バレルを形成する。腰部サイド・アーマーに見紛う程の小型ながらも、MSを貫通して撃破する高い威力を誇る。
劇中では披露されることはなかったが、ビーム・シールドを貫通するほどの威力を有し、取り外しての遠隔操作も可能だったといわれる。
メガ・ビーム・シールド / メガ・ビーム・ライフル
この二つは先行してV2ガンダム用装備として登場しているが、アサルト用のフルオプションとして扱われる。
資料によっては、メガ・ビーム・シールドにIフィールドが装備されているとするものもある。
Iフィールド発生器
Iフィールド発生器が、両肩のリアクティブ・アーマーに2基ずつ装備されている。
なお、装備位置は資料によって肩部、または両肩・腰・両膝部分ともされる。強力なビーム・バリアとして機能するという記述もみられる。
リアクティブ・アーマー
両肩と両膝、腰部前面に装着される追加装甲はリアクティブ・アーマー（反応装甲）となっている。
金色の部分は耐ビーム・コーティング装甲で、実体弾に対しては二次装甲として、ネネカ隊による対MSバズーカ攻撃に反応自壊し、V2への衝撃を最小限に抑えている。さらにビームの着弾時には融解、プラズマ化してエネルギーを分散することで、機体を保護する機能を有する。

### V2アサルトバスターガンダム
バスターパーツ、アサルトパーツは当初から同時に装備できるよう設計されており、併用した形態を便宜上アサルトバスターと呼称する。
宇宙世紀0153年6月22日（49話）におけるエンジェル・ハイロゥ攻防戦の最中に、V2バスターガンダムからこの形態に換装している。本来は長距離支援用のバスターパーツと、中距離戦闘用のアサルトパーツは、戦術の違いから両用することはないとされていたが、各パーツは装備部位が重複することがなく、両方の装備を同時に使用することが可能である。結果的には、対艦隊戦を想定した長距離戦闘用装備と、中距離のMS戦を想定した防御用装備の併用が功を奏し、混線極まる対エンジェル・ハイロゥ戦において理想的な装備となる。事実、戦場では白兵戦から中～長距離に至る全領域においてMSの範疇を越えた性能を見せ、ウッソ・エヴィンというスペシャルなパイロットの手によって、単機で戦局を左右する絶大な戦闘力を発揮している。
また、ガンダム・タイプのフルアーマーに相応しい着脱機能を活かしたパージによる戦闘続行と、交戦距離の変化に伴う増加装備のパージを組み合わせた戦術を見せている。V2アサルトバスターは増加装備の併用により戦闘形態の変化に対応しやすかったため、敵艦隊との交戦開始から要塞突入に至るまで交戦距離に応じて増加装備をパージする事で、V2ガンダム本体は無事にリーン・ホースJr.へと帰艦している。
劇中のものはV2バスターのマイクロミサイル・ポッドが装備されておらず、下半身はアサルトと同一である。設定画もこの仕様のものが公開されている。これとは別に、ミサイル・ポッドやメガ・ビーム・ライフルまで装備した画稿も放送当時から存在する。
コミックボンボンの漫画版では、バスターパーツが未登場のため本形態は登場しない。外伝『オデロ・ヘンリークからの手紙』では、第3話にアニメと同じ形態で登場している。
備考
『MG 1/100 V2アサルトバスターガンダム“Ver.Ka”』は、2019年にプレミアムバンダイ ホビーオンラインショップ開設10周年を記念して行われた『プレバンガンプラ総選挙(web部門)』で1位に輝いた。さらにその後の『プレバンガンプラ総選挙2022』においても総合1位を獲得するという、好評を博している。また、2018年から配信開始した『プレバンガンプラチャンネル』では、第1回において取り上げられている。
さらに2020年には、プレバン限定キットをベースとした商品では初めて『チタニウムフィニッシュver.』も登場。東京・福岡のガンダムベースで限定販売された。

#### V2アサルトバスターキャノンガンダム
アプリ『機動戦士ガンダム U.C. ENGAGE』の「クロスオーバーUCE」モードに登場。
V2アサルトバスターガンダムに、エンジェル・ハイロゥを破壊するために用意された大口径ビーム・キャノンを装備した形態。大口径ビーム・キャノンは、チャージ時にザンネックの両肩の粒子加速器に似たユニットを展開する。
装備の関係上、ビーム・ライフル、メガ・ビーム・ライフル、メガ・ビーム・シールドは装備不可。

### 試作機
長谷川裕一の漫画『機動戦士Vガンダム外伝』に登場する。青を基調にしたカラーリングのV2ガンダム。本機は合体変形機構検証のために製作・運用試験されたのちに木星船団に譲渡された機体で、ミノフスキー・ドライブは搭載されておらず、性能的にはヴィクトリータイプとほぼ同等となっている。機体カラーは試験運用に携わった「青い閃光」の二つ名を持つ連邦軍退役軍人のパーソナルカラーであるとの説もある。ハリソン・マディン（地球連邦軍に所属していた頃は「連邦の青い閃光」の異名を持つエースパイロットであった）搭乗によるテストで機体バランスを入念に確認したあと、小型ミノフスキー・ドライブの図面の到着を待ってV2ガンダムの実機製作が行われたとされる。

## セカンドV
デザインはV2ガンダムと同じくカトキハジメが担当した。小説版ではV2ガンダムが登場せず、4巻の終盤からウッソの乗機としてこのセカンドVが登場する。2019年にプレミアムバンダイ限定商品として『HGUC 1/144 セカンドV』が立体化。それまで挿絵のみしか存在してなかったため、この立体化に際してカトキにより改めて設定画が描き起こされた。さらに当該商品には、プレミアムバンダイ限定HGUCとしては初の、設定解説付き組立説明書が同梱されている。
名称については、一部書籍では「Vセカンド」、「セカンドVガンダム」と記載されている。なお、「V」は「ブイ」と発音する。
備考
『HGUC 1/144 セカンドV』は、2021年にプレミアムバンダイ ホビーオンラインショップで2021年に企画された『プレバンガンプラ総選挙2021』において一位となった。
設定解説
小説版に登場。月面都市セント・ジョセフ近くの秘密工場・コードネーム「テクネチウム」で試作された。ミノフスキー・ドライブの搭載によって高い推力と余剰出力を持ち、ミノフスキー・シールドやメガ・ビーム・キャノンといった兵装も使用可能となっている。コクピットはVガンダムと同様で、ハロが置ける台座がある。また、Aパーツ、Bパーツ、Cパーツやコア・ファイターに分離することも可能で、そこにミノフスキー・シールドやメガ・ビーム・キャノンをウェポン・プラットフォームを介して水平に装着可能。
3倍ほどにもなったメイン・エンジンの出力によってテール・ノズルと補助スラスターが強化、肩と膝の装甲も大型化されているが、フレームはVガンダムと同じであり、最大推力を出すと機体が分解することが作中で示唆されている。この推力のバランスの悪さと、武装の変化から、4巻で対艦隊には有効でも白兵戦向きではない旨の説明がされている。
TV版には登場しないが、資料にてセカンドVの存在を示すものは複数あり、V2の開発以前にV1をベースとしてミノフスキー・ドライブ・ユニットを装備（改修）した機体として位置付けられ、V1からはジェネレーターや装甲も一新されているが、この改修の結果として本体の重量が増加し、MSとしての運動性が低下したため格闘戦には適さない仕様となった。
武装
ビーム・ライフル
テレビ版のV2ガンダムのものと同一で、マルチプル・ランチャーを装備した状態で解説されている。
メガ・ビーム・キャノン
ミノフスキー・ドライブ・ユニットの右ウェポン・プラットフォームに装着されるユニット。高威力のビームを射出する。不使用時には容易に取り外しが可能。また、左右どちらの肩にも装着できる。
ミノフスキー・シールド
バリアビットを3方向へ射出して、空間にビームの幕を形成するビーム・シールド。
他の機体のジェネレーター出力では使用できるものではないが、オリファーのVガンダムヘキサが使用する際にメインエンジンをカットして使う方法が示されている。小説本文中ではこのシールドが発する光の粒子をファラ・グリフォンはメガ粒子とは違うものと認識し、ウッソも「ミノフスキー粒子がバリアーになってくれている」と説明している。最終決戦においてはゴトラタンのビーム・サーベルにシールドごと両脚を切り落とされている。
ミサイル・ランチャー
画稿には存在しない武器だが、5巻でザンネックとの戦闘中に使用している。

## その他のバリエーション
Vガンダムキャノンタイプ
バンダイの「マイクロガンダム」シリーズに登場。ジム・キャノンIIに似たビームキャノンを背負い、同じくジム・キャノンIIに似たアーマーが両肩と腰を覆っている。
この装備はキャノンパックと呼ばれる専用装備であり、ジム・キャノンIIの設計データをもとに設計されたが、オーバーハングパックの実用化に目処が付いたため、設計段階で棄却されている。
騎士Vガンダム
漫画版に登場。西洋の甲冑のような追加装甲をつけた形態。しかし追加装甲よりも装飾品の意味合いが強く、劇中ではアビゴルのザンテツブレードによりあっさりと破壊。元のVガンダムに戻されている。
Vバスター
プラモデル「SDガンダム BB戦士」で設定されたオリジナル形態。Vダッシュガンダムの要塞突撃形態とされており、上半身をコア・ブースターに変形させ火力を前面に集中させている。
V2 デストロイドタイプ
プラモデル「SDガンダム BB戦士」で設定されたオリジナル形態。V2ガンダムにバスターパックとアサルトパックのショルダーアーマーを装備したもので、機体全体が上向きに装着されたショルダーアーマーから発生させるIフィールドで覆われ、体当たり攻撃も可能となっている。
V2ボマー
プラモデル「SDガンダム BB戦士」で設定されたオリジナルの高速強襲型戦闘機。V2ガンダムのコア・ファイターにバスターパックとアサルトパックのショルダーアーマーを装備したもので、ホワイトアークと同等の攻撃力を有している。
Vキャノン
PCゲーム『SDガンダムウォーズ』に登場したアースサイド軍所属のゲームオリジナルMS。Vダッシュガンダムの頭部をガンキャノンタイプにしたような容姿で、カラーリングも赤を基調としている。ビームアックス、レールガンの他、肩部にインコムキャノンを持つ。
Vタンク
PCゲーム『SDガンダムウォーズ』に登場したアースサイド軍所属のゲームオリジナルMS。脚部が複数のタイヤで構成されている。
Vサーチ
PCゲーム『SDガンダムウォーズ』に登場したアースサイド軍所属のゲームオリジナルMS。偵察用MSで、脚部が足首のない飛行に特化した形状となっている。
V3ガンダム
PCゲーム『SDガンダムウォーズ』に登場。V2ガンダムのヴァージョンアップのようなデザインである。VSBRの機能を持つ有線式ファンネルのハイパーファンネルを両腰に装備している。

## ヴィクトリーガンダム立像
『機動戦士Vガンダム』の放送直前から放送中にかけて三井グリーンランドなどで2/3サイズ（約10メートル）のヴィクトリーガンダム立像を用いたアトラクション『三井グリーンランド決戦! VガンダムVSボーリアン』が行われた。ヴィクトリーガンダム立像は首や腕が可動するが脚は動かず、台の上に直立したまま台ごと移動する。ボーリアンはアメリカからレンタルされたガンダムとは無関係なロボット立像で首や腕か稼働する。

## 補足
- 『機動戦士Vガンダム』の誕生以前に発表された、ホビージャパン発行のゲームブック『機動戦士ガンダムΖΖ』やコミックボンボンのメカニックデザイン企画『MSV90』にVガンダム（バリアントガンダム）と呼ばれるMSが登場する。
- SDガンダムGジェネレーションシリーズではガンダムSEEDの機体であるデュエルガンダムとバスターガンダムを使って設計を行うとV2アサルトバスターが開発可能になる、いわゆる名前ネタが定番になっている。